# Pirallahı
Pirallahı, tidigare (ryska: Артём-Остров: Artiom-Ostrov, Artiom-ön) är en ort i Azerbajdzjan. Den ligger i distriktet Baku rayonu, i den östra delen av landet, 40 km öster om huvudstaden Baku. Antalet invånare är 13 435. Åren 1936–1990 hette orten Artiom-Ostrov efter den ryske bolsjeviken Fjodor Andrejevitj Sergejev (1883–1921) vars partinamn var Artiom.
Terrängen runt Pirallahı är platt. Närmaste större samhälle är Buzovna, 18,6 km väster om Pirallahı. 